# Взлітний
Взлітний (рос. Взлётный) — селище у Енгельському районі Саратовської області Російської Федерації.
Населення становить 1049 осіб. Належить до муніципального утворення Красноярське муніципальне утворення.

## Історія
Населений пункт розташований у межах українського історичного та культурного регіону Жовтий Клин.
До 1941 року належав до АРСР Німців Поволжя. Орган місцевого самоврядування від 2004 року — Красноярське муніципальне утворення.

## Населення
1. Н/Д[3]

1. Н/Д[4]